# Prelatura territoriale di Bocas del Toro
La prelatura territoriale di Bocas del Toro (in latino Praelatura Territorialis Buccae Taurinae) è una sede della Chiesa cattolica a Panama suffraganea dell'arcidiocesi di Panama. Nel 2021 contava 101.120 battezzati su 190.170 abitanti. È retta dal vescovo Aníbal Saldaña Santamaría, O.A.R.

## Territorio
La prelatura territoriale comprende per intero la provincia panamense di Bocas del Toro e la comarca indigena di Naso Tjër Di, e la comarca di Ngäbe-Buglé, ad eccezione dei distretti di Besiko, Mironó, Nole Duima e Müna.
Sede prelatizia è la città di Bocas del Toro, dove si trova la cattedrale di Nostra Signora del Carmine.
Il territorio è suddiviso in 7 parrocchie.

## Storia
La prelatura territoriale è stata eretta il 17 ottobre 1962 con la bolla Novae Ecclesiae di papa Giovanni XXIII, ricavandone il territorio dalla diocesi di David.

## Cronotassi dei vescovi
Si omettono i periodi di sede vacante non superiori ai 2 anni o non storicamente accertati.
- Martín Legarra Tellechea, O.A.R. † (6 novembre 1963 - 3 aprile 1969 nominato vescovo di Santiago de Veraguas)[1]
- José Agustín Ganuza García, O.A.R. (12 marzo 1970 - 1º maggio 2008 ritirato)[2]
- Aníbal Saldaña Santamaría, O.A.R., dal 1º maggio 2008[3]

## Statistiche
La prelatura territoriale nel 2021 su una popolazione di 190.170 persone contava 101.120 battezzati, corrispondenti al 53,2% del totale.
| anno | popolazione | popolazione | popolazione | presbiteri | presbiteri | presbiteri | presbiteri                | diaconi | religiosi | religiosi | parrocchie |
| anno | battezzati  | totale      | %           | numero     | secolari   | regolari   | battezzati per presbitero | diaconi | uomini    | donne     | parrocchie |
| ---- | ----------- | ----------- | ----------- | ---------- | ---------- | ---------- | ------------------------- | ------- | --------- | --------- | ---------- |
| 1965 | 18.000      | 38.000      | 47,4        | 7          |            | 7          | 2.571                     |         |           | 17        | 3          |
| 1970 | 21.500      | 40.776      | 52,7        | 10         |            | 10         | 2.150                     |         | 10        | 17        | 4          |
| 1976 | 23.000      | 45.000      | 51,1        | 11         |            | 11         | 2.090                     |         | 12        | 14        | 4          |
| 1980 | 25.300      | 55.500      | 45,6        | 10         |            | 10         | 2.530                     |         | 11        | 14        | 4          |
| 1990 | 29.900      | 64.700      | 46,2        | 10         |            | 10         | 2.990                     |         | 11        | 13        | 4          |
| 1999 | 50.300      | 100.700     | 50,0        | 12         |            | 12         | 4.191                     |         | 12        | 9         | 4          |
| 2000 | 50.800      | 101.700     | 50,0        | 12         |            | 12         | 4.233                     |         | 12        | 9         | 4          |
| 2001 | 60.000      | 123.567     | 48,6        | 12         |            | 12         | 5.000                     |         | 12        | 9         | 4          |
| 2002 | 60.000      | 123.567     | 48,6        | 12         |            | 12         | 5.000                     |         | 12        | 9         | 5          |
| 2003 | 62.000      | 124.000     | 50,0        | 12         |            | 12         | 5.166                     |         | 12        | 9         | 5          |
| 2004 | 62.000      | 124.000     | 50,0        | 11         |            | 11         | 5.636                     |         | 11        | 9         | 5          |
| 2013 | 70.400      | 140.300     | 50,2        | 11         |            | 11         | 6.400                     |         | 15        | 4         | 5          |
| 2016 | 91.872      | 172.694     | 53,2        | 14         | 1          | 13         | 6.562                     |         | 14        | 4         | 6          |
| 2019 | 98.340      | 184.870     | 53,2        | 17         | 2          | 15         | 5.784                     |         | 15        | 5         | 7          |
| 2021 | 101.120     | 190.170     | 53,2        | 14         | 1          | 13         | 7.222                     |         | 13        | 4         | 7          |